# Sadove (Bilhorod-Dnistrovskyi)
Sadove  (ucraniano: Садове) es una localidad del Raión de Bilhorod-Dnistrovskyi en el Óblast de Odesa de Ucrania. Según el censo de 2018, tiene una población de 807 habitantes.